# Onimar Synn
Onimar Synn est un super-vilain de l'univers de DC Comics. Créé par David S. Goyer et Geoff Johns, il apparaît pour la première fois dans JSA n° 23 en juin 2001.

## Histoire
Étant, d'après la rumeur l'un des sept diables légendaires de Thanagar, une race de démons qui harcèle la planète depuis sa naissance, Onymar Synn tenta de s'emparer de son monde et de se nourrir des âmes de sa population. Onimar asservit les habitants avec le nième métal, un élément trouvable uniquement sur Thanagar. Il en tua des milliers, se repaissant de leurs âmes et les transformant une armée de morts vivants.
Pour sauver le reste de leur peuple, les grands prêtres de Thanagar enlevèrent Kendra Saunders, l'héroïne Hawkgirl, qui pouvait appeler Carter Hall (Hawkman) d'entre les morts grâce à leur lien divin. Kendra réussit mais il fallut la puissance combinée de Hawkman et de la JSA pour arrêter les ravages des guerriers morts vivants de Synn.
Omar Synn fut apparemment détruit par l'amour ancestral de Hawkman et Hawkgirl mais réapparut lors la guerre opposant Rann et Thanagar (Rann-Thanagar War)